# 소피아 아브라앙
소피아 아브라앙(Sophia Abrahão, 1991년 5월 22일 ~ )은 브라질의 배우, 가수이다. 음악 그룹 헤베우지스의 멤버였다.

## 음반 목록
- Sophia Abrahão (2015)